# Летучая мышь (театр-кабаре)
«Лету́чая мышь» — театр миниатюр Серебряного века и раннесоветского времени, один из самых первых и лучших камерных театров России, возникший из пародийно-шуточных представлений актёров Московского Художественного театра под руководством Никиты Балиева.
«Летучая мышь» задумывалась, как интимный артистический кружок артистов МХТ и их друзей, — содружество актёров Московского Художественного театра.

## История создания

### Закрытый клуб
Театральные антрепризы должны ориентироваться на зрительскую аудиторию и продавать билеты, иначе они прогорят. Но актёрам МХАТа хотелось укрыться от посторонних глаз в уютном месте, куда можно прийти после спектакля и расслабиться от академических театральных традиций и внешнего мира. Создание такого клуба было необходимым для актёрского уединения, где в узком кругу можно было бы разобрать спектакли и с нежной иронией сочинить пару скетчей о своём любимом театре. 
Изящный дух людей, воспитанных на подлинном искусстве и театральной школе». — Н. Е. Эфрос
Идея создания актёрского клуба была рассчитана не на публику, а на её полное отсутствие. Собственно, публика и не должна видеть своих театральных героев в будничной обстановке.
В «закрытый» клуб входили актёры Художественного театра: Ольга Леонардовна Книппер-Чехова, Василий Иванович Качалов, Иван Михайлович Москвин, Георгий Сергеевич Бурджалов и Алиса Коонен.
Устав кружка «Летучая мышь» был представлен на регистрацию в городское присутствие, о чём позднее сообщала газета «Русское слово».
Устав подписали Никита Балиев, Николай Тарасов и Василий Качалов. Соучредителями стали 25 актёров, и ещё 15 членов клуба предлагалось избрать путём голосования. Но этот план «потерпел неудачу».
Как раз закрытость и привлекала внимание, как только Балиев сообщил, что «это будет клуб Художественного театра, недоступный для других, и стать его членом будет безумно трудно», в скором времени «хлынули совсем посторонние элементы» и «предполагаемая» интимность театра была разрушена. Подвал наполнился богемными музыкантами, художниками, писателями и завсегдатаями московских театров.

#### Театр в доме Перцова

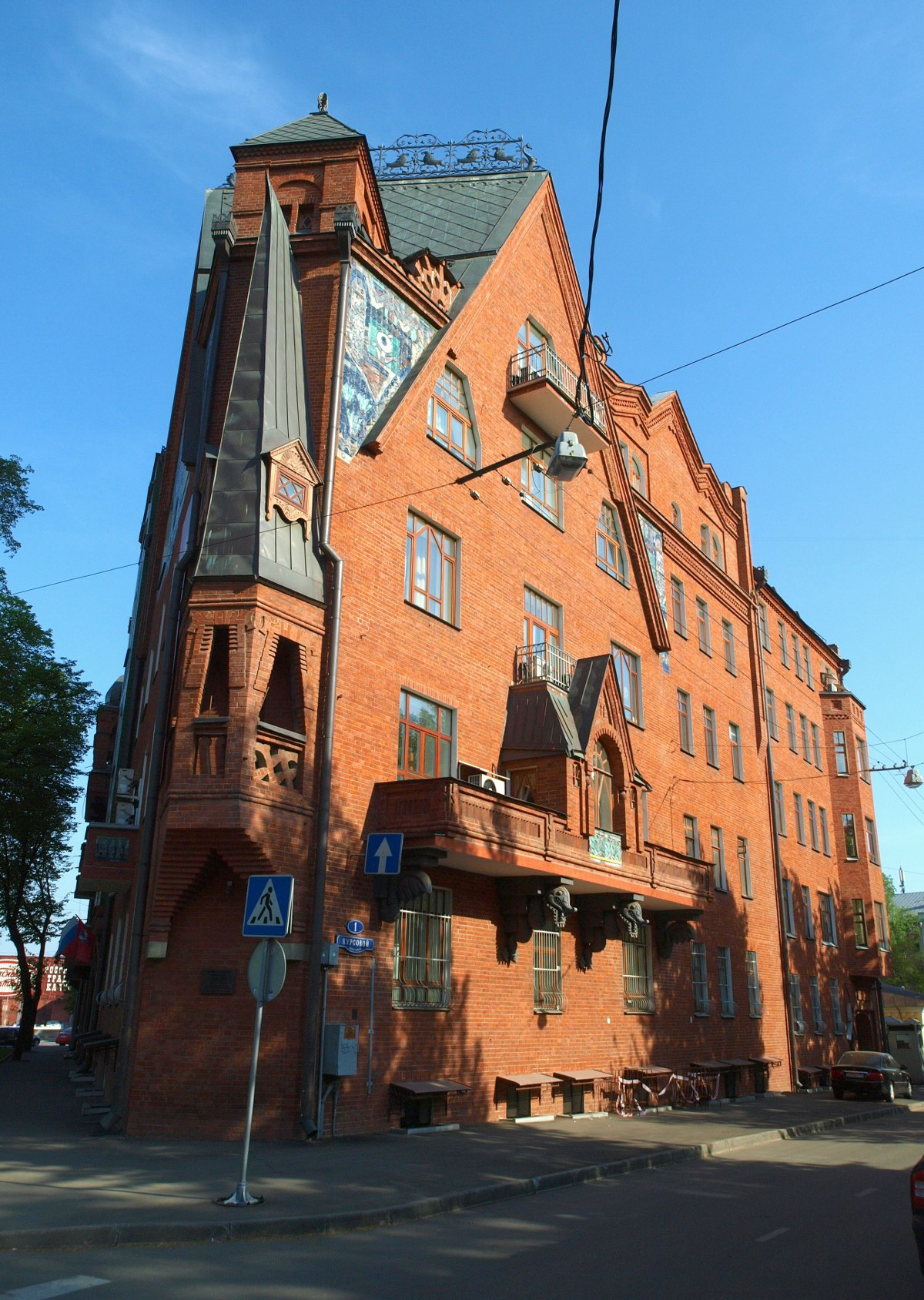
Дом Перцова, подвал которого арендовал Н. Л. Тарасов для театра «Летучая мышь» (1908—1909)

29 февраля 1908 года Балиев и Тарасов спустились в слабо освещённый подвал дома Перцова (напротив Храма Христа Спасителя). Навстречу им выпорхнула летучая мышь. Так родилось название театра, а летучая мышь стала его эмблемой, эпатируя мхатовскую чайку на занавесе.
«Когда выяснилась нужда в особом зале для молодёжи, было присоединено подвальное помещение, в котором одно время помещался кружок артистов Московского художественного театра под названием „Летучая мышь“, устраивавший свои закрытые интимные собрания по ночам по окончании спектаклей. Душой этих собраний был Н. Ф. Балиев, организовавший позднее свою труппу для публичных спектаклей „Летучей мыши“, ставшую вскоре столь популярной в Москве. Для устройства танцевального зала помещение было мною углублено на аршин и по асфальтовой подготовке положен дубовый паркет», — вспоминал позднее хозяин дома.
Таким образом, в рождении театрального клуба была нужда, а перспектива его развития раскрылась позднее. О ней создатели театра и не задумывались.
В театре миниатюр время действия исчисляется минутами, а не часами, и в его десятилетней биографии Николай Ефимович Эфрос донёс до наших дней историю эволюции камерного театра «Летучая мышь» с момента возникновения идеи создания актёрского клуба в 1908 году, до его расцвета, когда он стал художественно-театральной достопримечательностью оказавшегося в революционном хаосе городе.

«Художественный театръ — серьёзнейший театръ, съ героическимъ напряжѣниемъ, въ бурленіи творческихъ силъ разрешающій самыя сложныя сценическія проблемы. Но у актёровъ этого театра — и большая любовь къ юмору, большой вкусъ къ шуткѣ. Они всегда любили смех. Выход этому должна дать „Летучая мышь“, вот настроенья, мысли и цѣли, съ которыми Н. Ф. Баліев и Н. Л. Тарасовъ, сгруппировав вокруг себя товарищей по театру, арендовали подвал и подвесили къ его серому сводчатому потолку летучую мышь. Место отдыха людей — царство привольной, но красивой шутки, и подальше от посторонней публики»— писал Н. Е. Эфрос в биографии театра, изданной к его десятилетнему юбилею, 1918.

#### Тарасов
Эстетскому вкусу Тарасова были особенно близки сжатые эклектичные формы «маленького искусства». Блестяще образованный совладелец нефтяных промыслов и ватной фабрики в Армавире по духу был аристократом, а в душе поэтом. В ярко освещённых залах выбирал себе тёмный угол. Любил войну острот, но сам был скуп на слова. Этот молодой человек одновременно сочетал в себе сарказм, нежность и грусть, пикантность и недосказанность. Но, он не смог познать радость жизни и оценить щедрость всех этих даров. Тарасов мог легко набросать куплеты и сложить «песенку на злобу дня» или острую эпиграмму. Он сочинил меткую пародию на постановку «Марии Стюарт» в Малом театре и был автором буффонады о великом Наполеоне и его пропавшем шофёре. Шуточная миниатюра, в которой публику ловко дурачили, называлась «Скандал с Наполеоном, или неизвестный эпизод, происшедший с Наполеоном в Москве». Наполеону было холодно, он хотел уехать и спрашивал: — Где мой шофёр? Из зала кричали: — При Наполеоне не было автомобилей!

#### Балиев

Никита Балиев

Никита Балиев был пайщиком Художественного театра и секретарем Вл. И. Немировича-Данченко. В театральных постановках он создал несколько сочных образов: Бык и Хлеб в «Синей птице» М. Метерлинка, Розен в «Борисе Годунове» А. Пушкина, Гость Человека в спектакле «Жизнь Человека» Л. Андреева. Он был очень артистичным, но для его актёрского типажа ролей в репертуаре академического театра было не много.
Воплотив свою мечту о собственном театре, Балиев превратил актёрское кабаре, интимный клуб актёров МХАТа, в общедоступный коммерческий театр, сохранивший атмосферу пристанища художественной богемы. Спектакли посещал Константин Сергеевич Станиславский.

#### Актёры театра
Ведущими актёрами театра были В. А. Подгорный и Б. С. Борисов (Гурович), а также Я. М. Волков, К. И. Кареев, А. Н. Салама, Г. С. Бурджалов, В. Я. Хенкин, М. И. Доронин (1911/14), К. Э. Гибшман (1913/14)
Актрисами театра были Н. А. Хоткевич, А. К. Фехтнер, Е. А. Хованская, В. В. Барсова, Е. А. Туманова, Резлер, Е. А. Маршева (Карпова), Т. Х. Дейкарханова, Н. В. Месхиева-Кареева (Алексеева), Гейнц, Василенко

#### Послепотопный период
Через полтора месяца, в апреле 1908 года, уровень воды в Москве-реке поднялся, вода выступила из берегов. В некоторых наиболее низких местах в центре города все подвалы были затоплены водой.

«Два-три тёплых дня кряду и несколько дождей сразу настолько дружно продвинули таяние снегов и разрыхлили лёд, что быстрый и многоводный разлив реки Москвы был уже вне сомнения»— Русское слово, 23 апреля 1908 года
После потопа уютный подвал дома Перцова был восстановлен, и труппа Балиева возобновила свои представления.

«Летучая мышь продержалась полтора коротких театральных сезона в своём первоначальном помещении, испытав весной опустошение от разбушевавшихся вод Москвы-реки»

### Полуоткрытый театр
На второй сезон театр начинал свои представления в 21 час 30 минут вечера.
Официальное открытие «подвала» состоялось 18 октября 1908 года пародией на премьерный (13 октября 1908) спектакль МХАТа «Синяя птица», в котором эту птицу разыскивали Константин Сергеевич Станиславский и Немирович-Данченко. Театр был готов принять 60 гостей, о чём анонсировала газета «Русское слово»:

«Интимный „кабачок“ друзей художественного театра открывается в воскресенье». — «Русское слово»
Спектакль Художественного театра имел огромный успех. На протяжении целого века легендарный спектакль не покидал сцену и был показан не менее четырёх с половиной тысяч раз. Право первого использования сказки автор предоставил именно Станиславскому; в оформлении спектакля была сложная световая партитура. 
В апреле 1909 года мхатовскую «Синюю птицу» Метерлинка увидела петербургская публика на сцене Михайловского театра.

«Театр имел праздничный вид. Каждая картина метерлинковской сказки сопровождалась аплодисментами. „Страна воспоминаний“ и „царство будущего“ превзошли всякие ожидания и самыми строгими театралами признаны верхом сценического мастерства и искусства» — «Московскія вѣсти»

14 января 1909 года в театре состоялось чествование учредителя «мыши» Никиты Балиева. В шуточно-пародийной программе пели г-жа Ян-Рубан и г-н Камионский, танцевала г-жа Балашова, рассказывал сценки г-н Лебедев.
Свой юбилей в один год «Летучая мышь» отметила 19 марта 1909 года одновременно с 20-летним сценическим юбилеем Александра Леонидовича Вишневского. Никита Балиев разделил историю театра на «допотопный» и «послепотопный» периоды. Среди гостей были В. А. Серов, Н. А. Андреев и А. В. Собинов, которого на следующий день провожали в Буенос-Айрес..
Одна из «ёлок», устроенных в кабаре «Летучая мышь» 23 декабря 1909 года, надолго запомнилась гостям. В программе вечера был «Ревизор», исполненный труппой марионеток; подарки раздавали три часа, и праздник завершился к семи утра.

### Открытый театр

#### Театр в Милютинском переулке

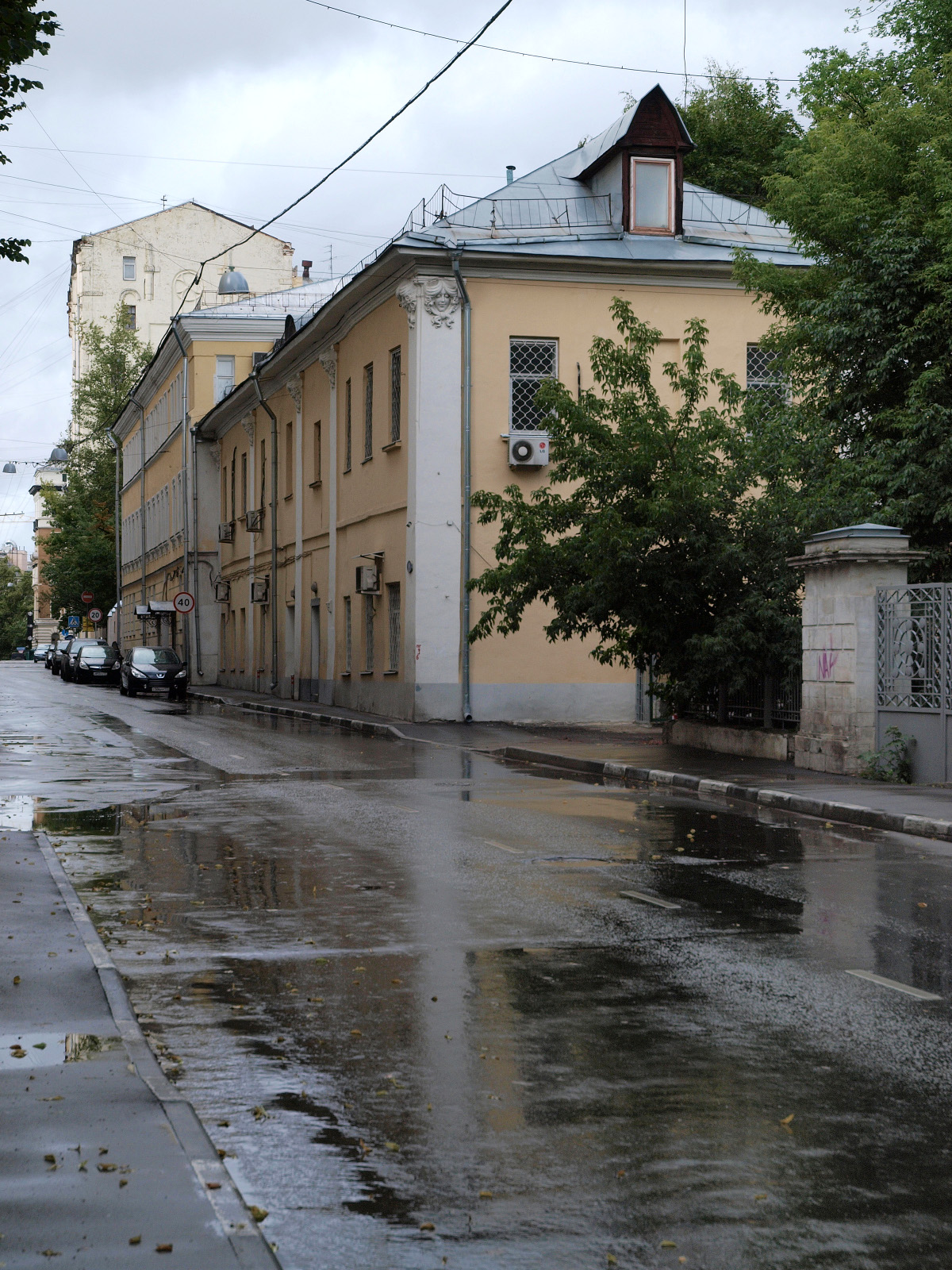
Дом № 16 в Милютинском переулке, в подвале которого работала труппа «Летучей мыши» (1910—1915)

Вначале «Летучая мышь» жила без рекламы и публикаций, которые заменяла московская молва. Все мечтали попасть в театр и увидеть своими глазами, что же там происходит за его закрытыми дверьми. И театр становился всё более открытым, теряя свою интимность.
Никита Балиев вёл программы и давал вместе со своей труппой представления в доме № 16 в Милютинском переулке, подвал которого был расширен под нужды театра.
В ночь с 9 на 10 февраля 1910 года театр дал первое платное представление.
Первый платный спектакль — в пользу нуждающихся артистов театра. С этого времени «Летучая мышь» становится ночным театром-кабаре для платной публики. В репертуаре театра были пародии, миниатюры, разнообразные дивертисменты.
В ночь с 5 на 6 ноября 1910 года состоялся вечер с представлением пародии Тарасова на спектакль Малого театра «Мария Стюарт».
В инсценировке «Братьев Карамазовых» принимали участие Александр Иванович Южин, Владимир Иванович Немирович-Данченко и Фёдор Шаляпин в костюме Мефистофеля. В действо вписался квартет: Леонид Собинов, Сергей Волгин, В. А. Лосский и Петров [уточнить]. Читал рассказы В. Ф. Лебедев.[уточнить]
В хмурый воскресный день, 13 ноября 1910 года, Николай Тарасов снял с себя бремя непроходящей тоски выстрелом в грудь.

«Тарасов — изящный юноша с бархатными глазами на красивом матовом лице. Он обладал тонким вкусом и счастливой внешностью. Судьба была на редкость милостива и щедра к нему. Но Тарасов носил в себе жажду радости жизни, но никогда не мог её утолить, не мог её испытать» .— Н. Е. Эфрос 
Спектакль в Художественном театре был отменён.
После гибели в 1910 году Николая Тарасова, на средства которого существовала «Летучая мышь», театру пришлось зарабатывать самостоятельно.
20 марта 1911 года была показана опера Гумпердинка, переведённая и поставленная Николаем Званцевым. Ночь была полна веселья.
На вернисаже были представлены натюрморты Владимира Тезавровского: Балиев в образе арбуза, Марджанов в виде ананаса, Леонидов представлен дыней.
Собинов нарисовал картину горчицей и соями. «Клюквенная революция» — написана Лебедевым.

### Коммерческий театр
С 1912 года «Летучая мышь» становится театром миниатюр с ежевечерней большой программой, состоящей из шаржей, инсценировок песенок, романсов, театрализованных афоризмов Козьмы Пруткова, миниатюр Т. Л. Щепкиной-Куперник, а также инсценировок произведений классиков: Александра Пушкина, Николая Гоголя, Михаила Лермонтова, Ивана Тургенева, Антона Чехова, Ги де Мопассана. Исполнялись отрывки из произведений Вольфганга Амадея Моцарта, Александра Даргомыжского, Александра Бородина и Петра Чайковского. Представления блестяще комментировал остроумный «хозяин вечера» Балиев, находчиво беседуя с публикой и по видимости безобидно касаясь «злобы дня».
В августе 1912 года Балиев представил версию спектакля «Пер Гюнт», в программке которого было написано: «Драматическо-музыкальная поэма в 36 картинах, из которой ввиду трудности постановки были осуществлены только десять, остальные или не прошли цензуру, или были уже поставлены в Художественном театре», а среди эпизодов постановки были названия «У троллей» и «В сумасшедшем доме».
Одна из пародий кабаре называлась «Обозрение театров: крупнейшие провалы недавно начавшегося сезона». Затем последовали едкая пародия на пьесу Леонида Андреева «Екатерина Ивановна» и пародия «Сорочинская Елена» — на премьеры Свободного театра «Сорочинская ярмарка», в постановке К. Марджанова и «Прекрасная Елена», в постановке А. Таирова, 1913.

Со временем в программах театра всё сильнее стало проявляться эстетство, стремление к утончённой изысканности.
В 1913 году архитектор Ф. О. Шехтель спроектировал в Камергерском переулке здание «Научного электротеатра», в котором были предусмотрены помещения для размещения «Летучей мыши». Однако проект не был осуществлён.

#### Атмосфера театра
Стены театра-кабаре были увешаны карикатурами и шаржами на театральные темы. Над входом в театр висела надпись «Все между собой считаются знакомыми», и желанные гости «Летучей мыши» могли расписаться в знаменитой книге рядом с автографами самого К. С. Станиславского, В. И. Качалова, О. Л. Книппер-Чеховой, Рахманинова и Айседоры Дункан. «Околотеатральная публика» сразу попадала в самую гущу полной событий закулисной жизни. Словно проникнув в театр со служебного входа, зритель совершал захватывающее путешествие в мир театральных кулис, чувствуя себя интимно причастным художественной сфере.
Представления в «Летучей мыши» начинались в 23 часа 30 минут вечера. Зрители рассаживались по своим местам, гасился свет, а из партера на сцену, крадучись, направлялись актёры. Одетые в развевающиеся, как крылья летучей мыши чёрные балахоны, они, в такт мерцания красных лампочек, шёпотом напевали: «Мышка — летучий мой зверёк, мышка легка, как ветерок». Уже вовлечённая в процесс публика чувствовала себя на «равной ноге» со знаменитыми артистами. Экспромты «случайно» оказавшихся в подвальчике «Летучей мыши» Веры Николаевы Пашенной, Николая Фёдоровича Монахова и даже Мари Петипа, на самом деле были продуманы и даже оплачены Балиевым. Таким образом, достигалось полное слияние зрительного зала и сцены. Богема состояла из коммерсантов, респектабельных чиновников и преуспевающей интеллигенции, которая играла в «художников» и «лицедеев».

#### Театр в подвале дома Нирнзее

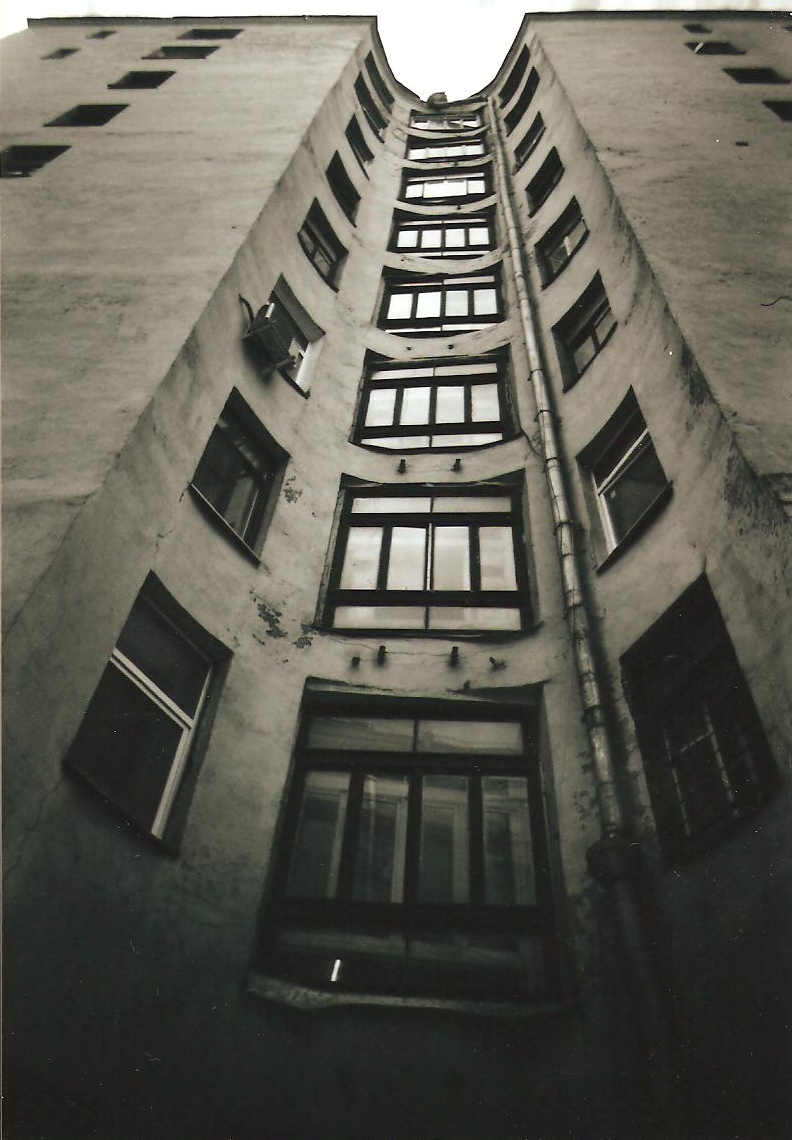
Дом Нирнзее в Большом Гнездниковском переулке в подвале которого был театр «Летучая мышь», 1915—1920 (1922)

Благодаря большому количеству поклонников театра-кабаре и успеху спектаклей, в 1915 году «Летучая мышь» переехала в специально приспособленный театр с функциональной сценой, зрительным залом и буфетом. Спектакли игрались в подвале доходного дома № 10 на Большом Гнездниковском переулке, называемым «Первым домом Нирнзее», который в то время казался небоскрёбом.
Антреприза перешла на коммерческую основу, деньги в бюджет лились рекой. Продавались билеты, анонсировались спектакли, выпускались рецензии в газетах и журналах. С этого момента исчезла обстановка варьете, не стало столов, исчез звон бокалов и скрежет ножей по тарелкам; и «Летучая мышь» преобразилась в театр. Входная плата, по тем временам, была высокой, в буфете продавали дорогое шампанское. Буфет держал владелец «Эрмитажа», известный Щукин.
Антреприза Балиева оказалась весьма успешной, и вскоре капитал общества «Летучей мыши» составил 100 000 рублей.
Деньги лились в кассу рекою, гремели аплодисменты и комплименты»
Первой постановкой на новой сцене была комическая опера «Граф Нулин» на музыку Алексея Архангельского.
За ней последовала оригинальная постановка «Пиковой дамы», оформленной в минималистическом стиле символизма: карточный стол, свет на шёлке от одинокого канделябра, затем траурная свеча, кусок тяжёлой парчи и «фантазия дорисовывала катафалк и пышный гроб»; вместо бала — тени, силуэты, вальсирующие за окном, припорошенном снегом.
В театре-кабаре «Летучая мышь» воплощал свои творческие замыслы балетных постановок Касьян Ярославич Голейзовский, представляя дивертисментные отделения.
В репертуаре были оперетты и водевили. «Песенка Фортунио» на музыку Ж. Оффенбаха (20-минутная миниатюра, 1918); «Итальянский салат»; «О гетере Мелитис» (стилизованная мистерия, 1919); «Лев Гурыч Синичкин» — водевиль Д. Т. Ленского; «Что случилось с героями „Ревизора“ на другой день после отъезда Хлестакова» (пародийный номер); «Свадьба при фонарях» (1919); «Утка о трёх носах» (трёхактная оперетта Э. Жонаса, (1920).
Но время порождало «настроение ностальгической грусти по уходящему прошлому и усталой растерянности перед непонятным будущим».
В 1920-х годах с частью труппы «Летучей мыши» Балиев отправился в европейское турне. До 1922 года ещё как-то пытались сохранить репертуар, но «Летучая мышь» в России кончилась.
Ещё в 1918 году Эфрос написал пожелание на десятилетие театра:

«Пусть, что случилось опять случится. Пусть снова дѣйствительность превзойдет всѣ мечты и желания»— Эфрос, 1918

### Репертуар (1908—1920)
Репертуар кабаре представлял собой юмористический взгляд на постановки Художественного театра; в своей позиции «человека со стороны», позволяющей с особой остротой обнаружить комизм явлений и ситуаций, в которых «человек изнутри» мог видеть незыблемую закономерность. Многоликие актёры по нескольку раз в день меняли образы и характеры.
Сначала в репертуаре «театра импровизированных пародий» были юмористические миниатюры и скетчи на постановки Художественного театра. Николай Балиев был одним из остроумнейших конферансье, его репризы создавали особую яркость театральных вечеров «Летучей мыши».
Потом репертуар наполнился музыкальными и драматическими спектаклями. Постановки стали тяготеть к изысканности и элитарности, рассчитанной на состоятельную публику. Театр жил в собственном помещении со всеми необходимыми цехами декораторов, и в театре уже была постоянная труппа.
Миниатюры в репертуаре театрального кабаре
- «Синяя птица» (1908, пародия на спектакль МХТ);
- Миниатюра «Часы» — из коллекции французского фарфора, исполняли Т. Оганесова и В. Селиверстова;
- «Под взглядом предков» — старинный гавот исполняли Т. Оганесова, Я. Волков, Т. Х. Дейкарханова[англ.], В. Селивестрова;
- «Констанцский собор» на музыку А. Архангельского и слова А.Майкова, исполняли Я. Волков, А. Карницкий, М. Ефремов, Б. Васильев, А. Соколов, Н.Соколов, Б. Подгорный;
- «Казначейша». Сцены по М. Ю. Лермонтову. Участники: Казначей — И. И. Лагутин, Штабс-ротмистр — Я.Волков, Казначейша — Е. А. Туманова;
- «Заря-Заряница» на стихи Фёдора Сологуба и музыку Суворовского. Исполняли Т. Оганесова, Л. Колумбова, Н. Хоткевич, С. Туманова, А. Соколов, В. В. Барсова, Н. Веснина;
- «Лунная серенада», актриса Н. В. Месхиева-Кареева (Н. В. Алексеева — Месхиева);
- Инсценированная картина Малявина «Вихрь». «Бабы»: Е. А. Туманова, Т. Х. Дейкарханова, Л. Колумбова, В. В. Барсова, В. Селиверстова, А. Соколова;
- «Ревизор», 1909 (коротко, легко, сжато, метко, зло, остроумно);
- «Мария Стюарт» — пародия Н.Тарасова на спектакль Малого театра, 1910;
- «Скандал с Наполеоном, или неизвестный эпизод, происшедший с Наполеоном в Москве» (о великом Наполеоне и его пропавшем шофёре) — буффонада Н.Тарасова, 1910;
- Инсценировка «Братья Карамазовы» (в спектакле Немирович-Данченко и Александр Сумбатов сидят за столиком и пьют коньяк, с участием Фёдора Шаляпина, 1910);
- Сцены, поставленные по поэме Пушкина «Бахчисарайский фонтан» на музыку А. Архангельского. Роли исполняли: Мария — Н. Хоткевич, Зарема — Т.Х Дейкарханова, Хан — В. А. Подгорный;
- «В лунном свете» (французская песенка), которую исполняли А. К. Фехтнер, Н. А. Хоткевич, В. Селиверстова, Т. Оганесова, Н. Веснина;
- «Рыцарь, проигравший жену чёрту». Пьеса М. Кузмина, в которой эту жену играли Н. А. Хоткевич, Л. А. Гатова, Т. Х. Дейкарханова;
- «Русская игрушка Посада Сергиева». Музыка А. Архангельского. В спектакле заняты А. К. Фехтнер, М. Борин, К.Коринкт (?);
- «Бриган Папаша» или «зло побитый мезальянщик». Водевиль М.Долинова с пением. Исполнители: Н. А. Хоткевич, И.Лагутин, А. Фехтнер, Я.Волков
- «Магазин мадам Бурдье» — сцены уходящей Москвы. Актёры: Н. Милатович, А. Фехтнер, В. Барсова, И. Лагутин, Т. Оганесова;
- «Благотворительный концерт в Крутогорске» — Исполнители: Н.Балиев, Е.Женин, Н.Хоткевич;
- «Мать», сцены по М.Горькому с участием В. А. Подгорного в роли Тимура Ленча;
- «Каприз Вогдыхана». По рассказу А.Ронье. Исполнители В. А. Подгорный, А. Соколов, Я. Волков;
- «Серенада Фавна» на музыку Моцарта, роли исполняли В. В. Барсова, Е. А. Туманова и А. Соколова;
- «Крокодил и Клеопатра», в котором роль Клеопатры исполняла Е. А. Туманова, затем Н. М. Хоткевич, В. К. Селиверстова;
- «Катенька». Забытая полька 1880-х годов. Роли исполняли В. В. Барсова, А. К. Фехтнер, М. Борин
- Опера (?) Гумпердинка, переведённая и поставленная Николаем Званцевым, 1911;
- «Пер Гюнт» (драматическо-музыкальная поэма Балиева в десяти картинах, 1912);
- «Сорочинская Елена» — пародия на спектакли «Сорочинская ярмарка», К. Марджанова и «Прекрасная Елена», А. Таирова, 1913;
- «Обозрение театров: крупнейшие провалы недавно начавшегося сезона»;
- «Екатерина Ивановна» — пародия на пьесу Л.Андреева, 1913;
- «Граф Нулин» на музыку Алексея Архангельского, 1915;
- «Пиковая дама» , 1915. С участием Т. Х. Дейкархановой;
- «Шинель» Гоголя, в роли Акакия Акакиевича В. А. Подгорный, А. Соколов, А. Милатович, Ефремов, И. Лагутин, Е. Женин, М. Борин;
- «Ссора Ивана Ивановича с Иваном Никифоровичем», сцены по Гоголю. Иван Иванович — В. А. Подгорный.

Дивертисментные отделения К. Я. Голейзовского,1916
- «Песенка Фортунио» на музыку Ж. Оффенбаха (20-минутная миниатюра, 1918);
- «Итальянский салат»; «О гетере Мелитис» (стилизованная мистерия, 1919);
- «Лев Гурыч Синичкин» — водевиль Д. Т. Ленского;
- «Что случилось с героями „Ревизора“ на другой день после отъезда Хлестакова» (пародийный номер);
- «Свадьба при фонарях» (1919);
- «Утка о трёх носах» (трёхактная оперетта Э. Жонаса, (1920).

### Революция
Октябрьская революция изменила аудиторию театра, и тех, «кто сидит теперь в зале», Балиев не понимал. Как-то раз он обратился с просьбой:
«В театре погон не носить. Ведь не хотите же Вы, господа, чтобы у меня были неприятности, Вы же знаете, что „товарищи“ погон терпеть не могут»
«Летучей мыши», как и её зрителям в революционной Москве стало неуютно. Большевистская пресса называла стиль театра не иначе, как «разлагающимся бытом».
Как-то раз Никита Балиев был арестован на трое суток и подвергнут штрафу в 100 000 рублей «за нарушение комендантского часа».
Осенью 1918 года Балиев увозит театр на гастроли по югу России. Труппа с успехом даёт представления в Киеве и Одессе и затем возвращается в Москву.
В 1920-х годах труппа давала концерты в частях Красной Армии. Театр выступал в огромных железнодорожных депо для рабочих и служащих.
С частью труппы Балиев направился в Баку, затем в Турцию, поскольку попытки продлить жизнь «Летучей мыши» на родине были бессмысленны. Театр Балиева отправился в мировое турне, без возвращения на Родину.
В 1922 году театр в России был закрыт, несмотря на все старания режиссёра К.Кареева сохранить репертуар, большая часть публики уехала из страны.

## Театр в Европе и Америке

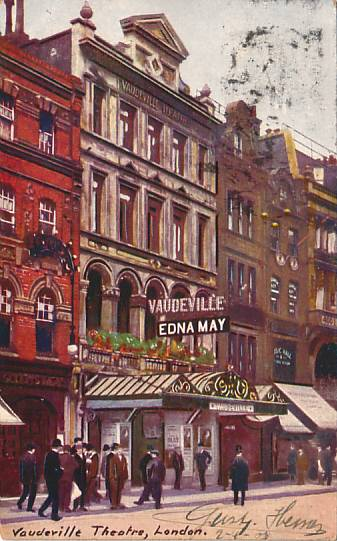
Лондонский театр «Vaudeville Theatre» в Вест-Энде.

В 1920-х годах Никита Балиев с основным составом труппы из Константинополя поехал в Париж, пьесы «Le Théâtre de la Chauve-Souris» (фр.) игрались в театре Феми́на, а затем Никита Балиев организовал гастроли в Испании.
Труппу Никиты Балиева вывез в Лондон театральный антрепренёр сэр Чарльз Блейк Кокрэн
Песни из репертуара «Летучей мыши» были записаны звукозаписывающей компанией «Columbia Graphophone Company» на пластинку, на стороне «А»: «Round the Hay Wain» (англ.), на стороне «В»: Баркаролы на русском языке, в сопровождении оркестра театра «Водевиль» под управлением C. Когана. Аранжировка Александра Варламова.
Первый тур в феврале 1922 года по Северной Америке, на 65 недель, от Вашингтона до Калифорнии организовал продюсер Моррис Гест .
Никита Балиев подружился с американскими драматургами общества «Круглого стола» (англ. Algonquin Round Table). В один вечер был поставлен спектакль «No Sirree!» с музыкальным сопровождением Яши Хейфеца, среди музыкальных номеров была песня Дороти Паркер «The Everlastin Ingenue Blues», которую исполнял Роберт Шервуд в сопровождении «хора девушек»: Таллула Бэнкхед, Хелен Хейз и Мэри Брэндон (Mary Brandon). Спектакль выдержал 15 представлений. Театр Балиева представил спектакль по пьесе Александра Милна «Mr. Pim Passes By» («Мистер Пим проходит мимо»).

### Ревю на Бродвее
С 4 февраля до конца сезона, июня 1922 года, «Chauve-Souris» показала на Бродвее 153 представления в «Forty-Ninth Street Theatre» на 49-ой улице.
- Создатели

Программу представили продюсеры Моррис Гест и F. Ray Comstock (Ф. Рей Комсток)
Дирижёр Илья Златин (Elie Zlatin)
Музыка: Леон Ессель, Алексей Архангельский (Alexei Archangelsky) и Фрэнк Уоллер
Текст: Фрэнк Уоллер, Баллард Макдональд, Алексей Архангельский и Александр Афанасович
Идея — Никита Балиев
Артистический директор — Никита Балиев
Сценография и костюмы — Николай Ремизов (Nicholas Remisoff) и Сергей Судейкин (Sergei Soudeikine)
Артистический консультант: Александр Койранский (A. Koiransky)
- Актёрский состав

Г-н Балиев (Mr. Nikita Balieff); Г-жа Бирс (Mme.Birse); Г-н Бирс (Mr. Birse); Г-н Эмиль Борео (Mr. Emil Boreo); Г-н Далматов (Mr. Dalmatoff); Г-н Давыдов (Mr. Davidoff); Г-жа Тамара Дейкарханова (Mme. Deykarhanova); Г-жа Dianina (Mme. Dianina); Г-жа Ершова-Долина (Mme. Ershova); Г-жа Фишнер (Mme. Fechner); Г-н Городецкий (Генварский) (Mr. Gorodetsky); Г-жа Карабанова (Мара Крэг) (Mme. Karabanova); Г-н Kochetovsky (Mr. Kochetovsky); Г-н Малахов (Mr. Malakoff); Г-н Мариевский (Mr. Marievsky); Г-н Понс (Mr. Pons); Г-н Салама (Mr. Salama); Г-н Стояновский (Mr. Stoianovsky); Г-н Вавич (Mr. Wavitch)
Программа ревю на 2 апреля 1922 года:
Первое отделение: «Porcelaine de Saxe» (на музыку известной песенки «Sur le pont d’Avignon»);
«Парад деревянных солдатиков»; Katinka («Катенька». Забытая полька 80-х годов.)
Второе отделение: «The Tartar Dance» (музыка — Александр Афанасович) (Alexsandr Afanasovich); Частушки; The Chorus of Zaitzeff Brothers

#### Парад оловянных солдатиков

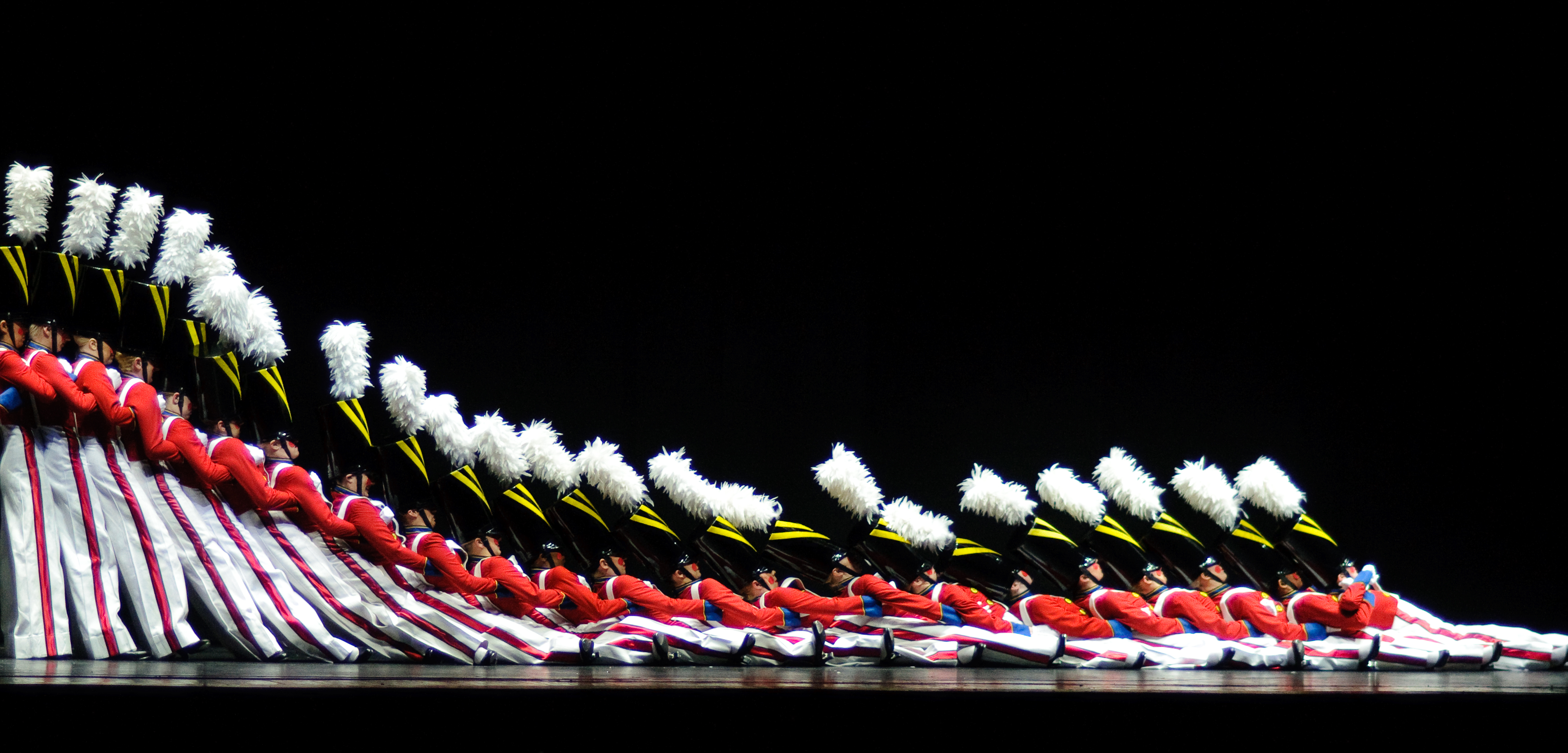
The Rockettes annual «Parade of the Wooden Soldiers» mimics the original Chauve-Souris choreography.

«Парад оловянных солдатиков» (Op.123) (англ. The Parade of the Tin Soldiers) — эту пьесу сочинил в 1897 году для фортепиано немецкий композитор Леон Ессель и оркестровал её в 1905 году. В 1912 году она была исполнена военным оркестром Джона Филипа Су́за в New York Hippodrome Theatre. Никита Балиев взял пьесу для театрально-хореографической постановки в «Летучей мыши» и поменял название на «Парад деревянных солдатиков» (англ. The Parade of the Wooden Soldiers). С 1920 года пьеса стала особенно популярной в Америке, когда превратилась в песню, слова написал Баллард Макдональд (Ballard MacDonald).
Постановка была показана во второй программе ревю «Chauve-Souris» на Бродвее в «Fairyland theatre», в июне 1922 года, и произвела настоящую сенсацию.
Это уже была не просто пьеса, а целое пятиминутное произведение, очень информативное, с колоритной аранжировкой, с ритмическим переходом от марша к фокстроту, в инструментовку вписали фортепиано и вокальные партии для мужского квартета, партии для скрипки и виолончели; партитуры для небольшого состава военного оркестра; соло мандолины с гитарой, мандолины с фортепиано и гитары с фортепиано.
Оформлял спектакли художник Мстислав Добужинский.

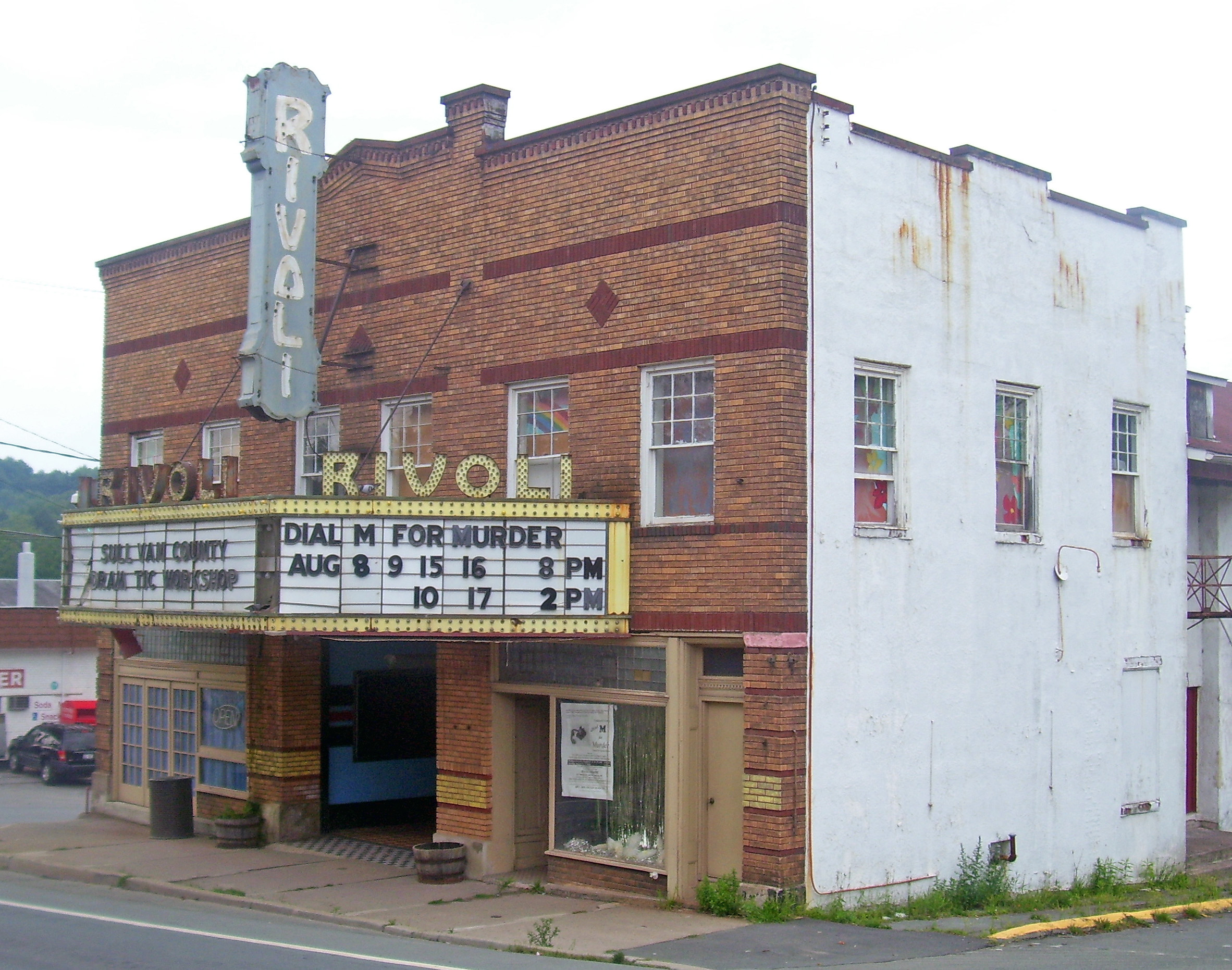
«Rivoli Theater». South Fallsburg, New York.

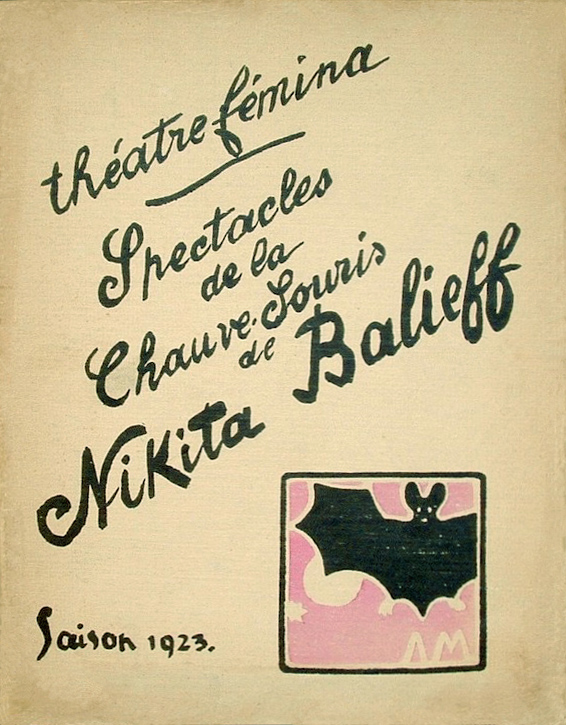
Программка спектаклей в Théatre Femina, Paris

В программе было 13 номеров в два отделения. Актёры:
Г-жа Тамара Дейкарханова (Mme. Deykarhanova), Г-жа Dianina (Mme. Dianina), Г-жа Фишнер (Mme. Fechner), Г-жа Бирс (Mme.Birse), Г-жа Ершова-Долина (Mme. Ershova), Г-жа Василькова (Mme. Vassilkova), Г-жа Ломакина (Mme. Lomakina), Г-жа Кочетовская (Mme. Kotchetovsky), Г-жа Карабанова (Мара Крэг) (Mme. Karabanova) и Г-жа Комиссаржевская (Mme. Komisarjevskaia)
Г-н Далматов (Mr. Dalmatoff), Г-н Городецкий (Генварский) (Mr. Gorodetsky), Г-н Салама (Mr. Salama), Г-н Бирс (Mr. Birse), Г-н Эмиль Борео (Mr. Emil Boreo), Г-н Давыдов (Mr. Davidoff), Г-н Jourist (Mr. Jourist), Г-н Kochetovsky (Mr. Kochetovsky), Г-н Мариевский (Mr. Marievsky), Г-н Стояновский (Mr. Stoianovsky), Г-н Зотов (Mr. Zotov), Г-н Дубинский (Mr. Doubinsky), Г-н Малахов (Mr. Malakoff), Г-н Вавич (Mr. Wavitch), Г-н Гонтачаров (Mr. Gontacharoff).
15 апреля 1923 года в «Rivoli Theater» состоялась премьера фонофильма Ли де Фореста «The Parade of the Wooden Soldiers» («Марш деревянных солдатиков»), плёнка хранится в Библиотеке Конгресса.

### Турне и дальнейшая судьба

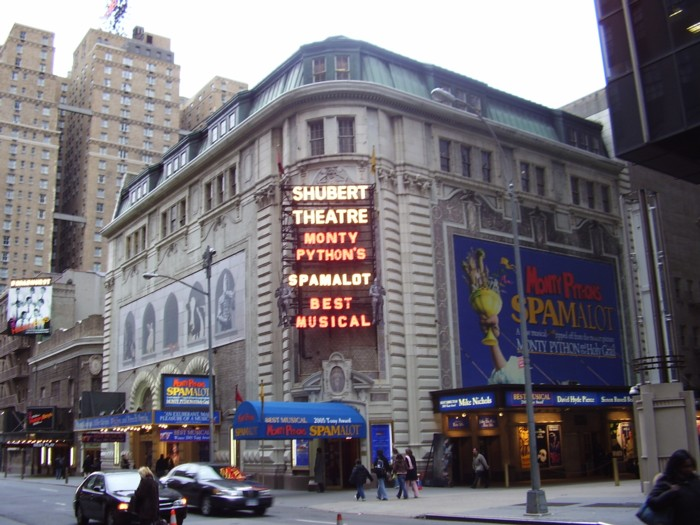
Sam S. Shubert Theatre

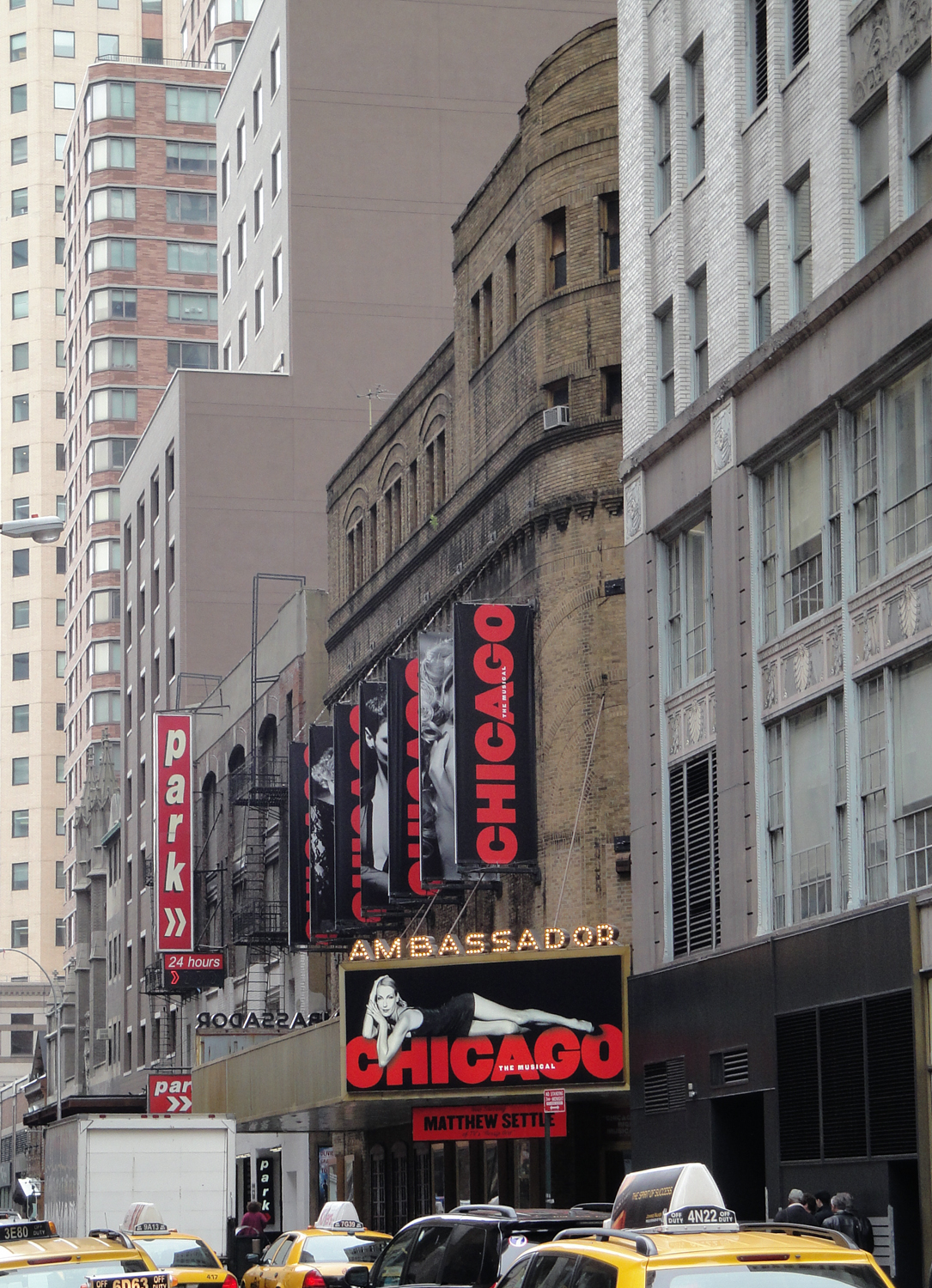
Ambassador Theatre, NY

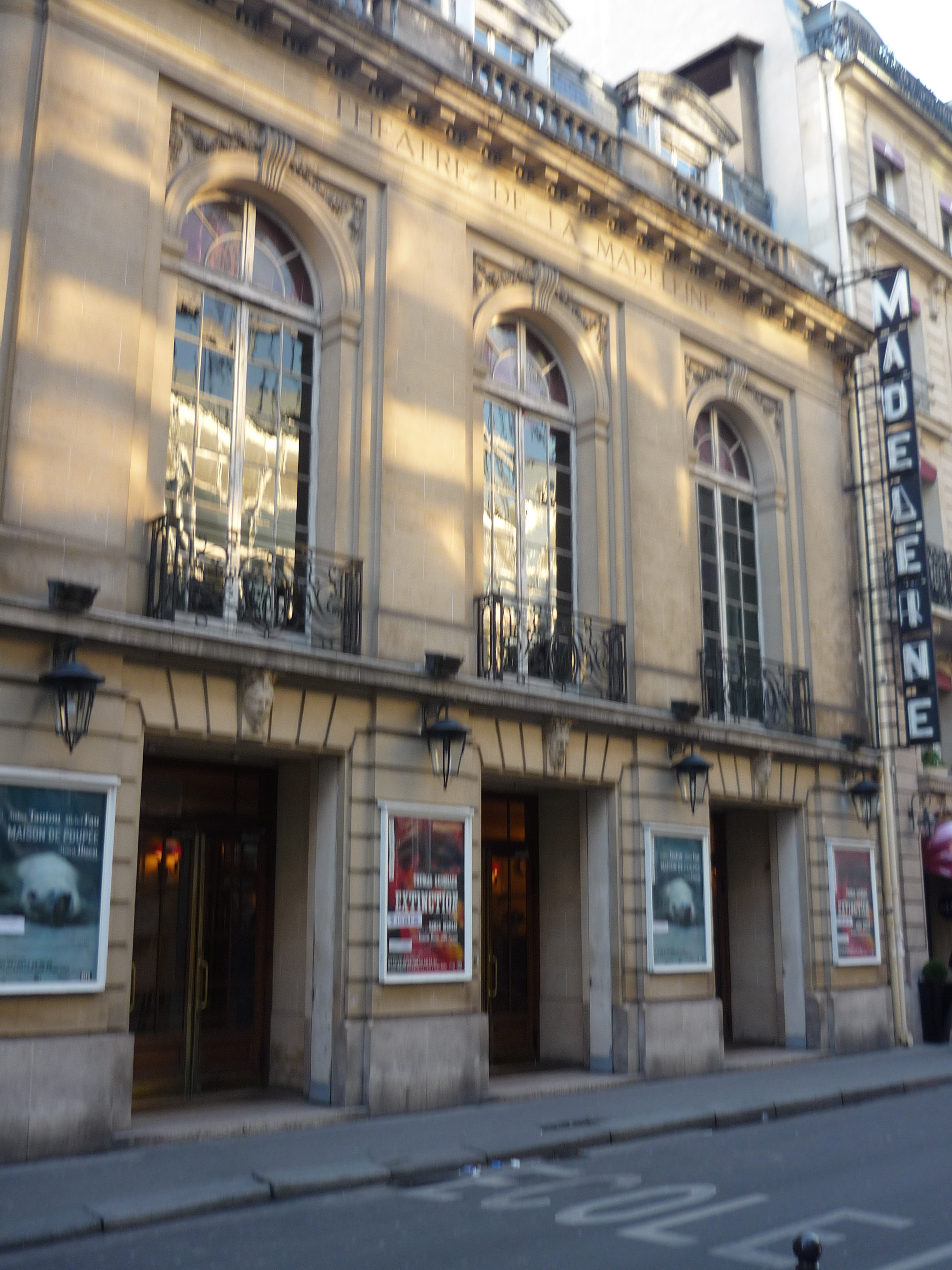
Театр «Madeleine», Paris

После гастролей по Южной Америке «Летучая мышь» вновь вернулась в Европу, где показывались спектакли (фр. La Chauve-Souris compagnie théâtrale) на сцене парижского театра «Фемина» с 1923 по 1933 годы.
Балиев участвовал в творческих вечерах Тэффи, Дон-Аминадо и Мунштейна.
С 14 января по 7 марта 1925 года труппа вновь выступала на Бродвее, на сцене «Forty-Ninth Street Theatre», показав шоу на два отделения. Аранжировка музыки Алексея Архангельского (Alexei Archangelsky).
В 1926 году вышел в прокат фильм Ралфа Бартона, в котором играл Никита Балиев, «Camille: The Fate of a Coquette», литературным источником которого стал роман «Дама с камелиями».
Начиная с 10 октября по 17 декабря 1927 года на сцене нью-йоркского «Cosmopolitan Theatre» компания Балиева дала 80 представлений — шоу на два отделения, с музыкальными аранжировками Алексея Архангельского.
С 1 апреля 1928 года труппа выступала в «Sam S. Shubert Theatre». В программе принимала участие балерина Тамара Жева.
В 1928 году Никита Балиев был награждён орденом Почётного легиона.
С 22 января по 4 марта 1929 года состоялись выступления труппы в «Jolson’s 59th Street Theatre»; и с 21 октября по ноябрь 1931 года — представления в «Ambassador Theatre» труппы «New Chauve-Souris».
В 1931 году Балиев поставил инсценировку «Пиковой дамы» по А. С. Пушкину на французском языке, в парижском театре «Madeleine». Сценографию и эскизы костюмов сделал Фёдор Фёдорович Комиссаржевский, у которого с 1925 года был свой маленький частный театр «L’Arc-en-Ciel».
В 1931 году [уточнить] состоялись гастроли в Лондоне, и затем поездка в Америку, в которых участвовала Татьяна Рябушинская — хореограф Катрин Девиллье пригласила юную балерину танцевать в своих одноактных балетах «Охота Дианы на оленя» и «Романтические приключения итальянской балерины и маркиза» (костюмы были выполнены Скиапарелли). Балетмейстер Джордж Баланчин, увидев на сцене начинающую артистку, пригласил её в «Русский балет Монте-Карло», где вскоре она стала одной из знаменитых бэби-балерин.
В Париже Балиев создал «Театр русской сказки», в 1934 году вернулся в США, где выступал конферансье в ночных клубах.
Никита Балиев умер в Нью-Йорке 3 сентября 1936 года.
С 12 по 21 августа 1943 года в «Royale Theatre» Глеб Елин (Gleb Yellin) показывал новое русское музыкальное ревю в два акта под названием Chauve-Souris.

## Фильмография
- La chauve souris (англ.) на сайте Internet Movie Database, 1923. Презентация фильма Ли де Фореста под названием «De Forest to Film Chauve Souris Story» состоялась в «Rivoli Theater» 15 апреля 1923 года, в фонофильме был музыкальный спектакль «The Parade of the Wooden Soldiers» («Марш деревянных солдатиков»).[40]
- Camille (англ.) на сайте Internet Movie Database, 1926 — фильм Ралфа Бартона[англ.] назывался «Camille: The Fate of a Coquette»[англ.], его литературным источником был роман «Дама с камелиями». [~ 19]
- Никита Балиев играл в фильме «Once in a Blue Moon» (1935, Бен Хект)[42][43]
- Nikita Balieff (1877–1936) (англ.) на сайте Internet Movie Database

## Литература

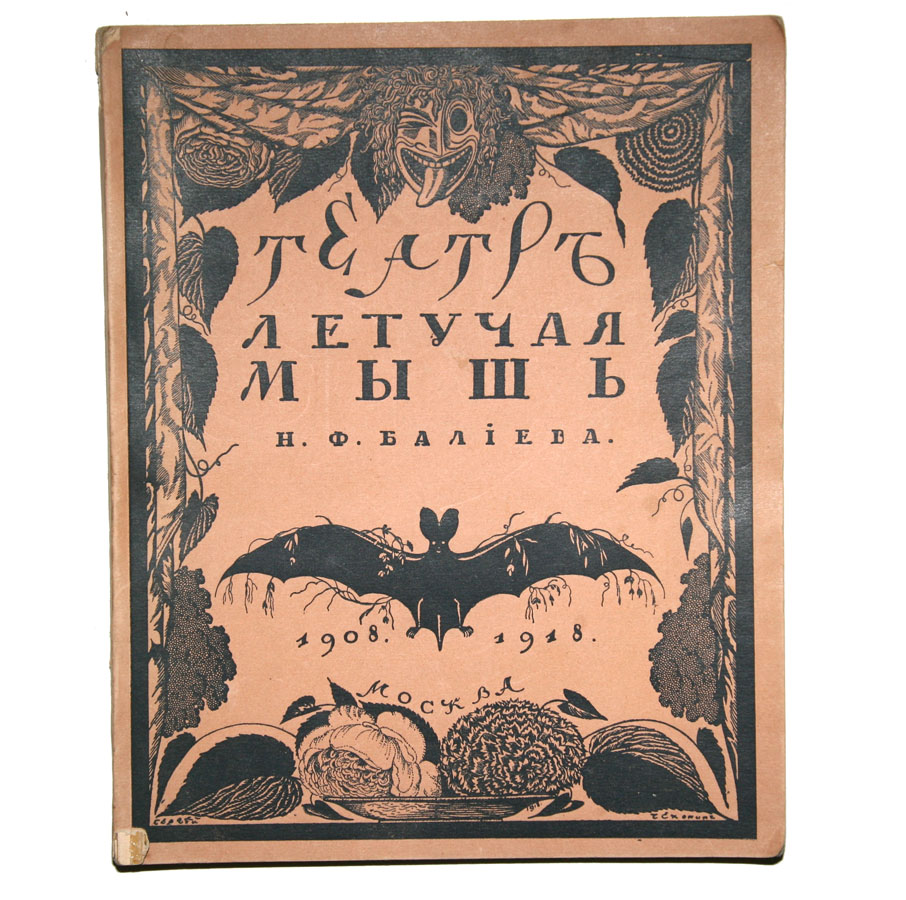
Книга Н. Е. Эфроса «Театр „Летучая мышь“ Н. Ф. Балиева», 1918

## Комментарии
1. ↑  С театром работали: художник Н. Н. Андреев. Снимки и портреты в книге Эфроса: М. А. Сахаров, П.Орлов
2. ↑  Случайное совпадение с касьяновым днём
3. ↑  Chauffeur — по-французски истопник
4. ↑  (настоящее имя Мкртич Асвадурович Балян (сентябрь 1877 (1876), Ростов-на-Дону — 4 (3) сентября 1936, Нью-Йорк, Маунт Оливет, Лонг-Айленд). Жёны: З. В. Карабанова (Мара Крэг, 1900—1960) и Е. А. Балиева (Е. А. Акопян, 1895—1981, жена Ф. Ф. Комиссаржевского)
5. ↑  Никита Балиев разделил историю театра на две эпохи — допотопную и послепотопную, границей между которыми было  прошлогоднее московское наводнение[3][9]
6. ↑  Фотография наводнения в Москве в 1908 году [10]
7. ↑  Все даты в статье даны по старому стилю
8. ↑  «Синяя птица должна быть наивна, проста, легка, жизнерадостна, весела и призрачна, как детский сон и, вместе с тем, величава» — К. С. Станиславсккий[12]
9. ↑  Композитор Илья Сац, художник Владимир Егоров
10. ↑  «Гастроли московских „художественников“ в Петербурге»(по телефону от нашего петербургского корреспондента)[4][15]
11. ↑  «Антрепренёр, пригласивший Собинова на гастроли в Буэнос-Айрес потерпел крах, поездка не состоится, и артист уехал отдыхать в Италию» — сообщала публикация в «Новом времени»[4][16]
12. ↑  В настоящее время — театр РАТИ-ГИТИС
13. ↑  Помещение театра «Летучей мыши» в доме Нирнзее осенью 1922 года заняло кабаре «Кривой Джимми», из которого позже вырос Московский театр Сатиры
14. ↑  «Morris Gest takes great pleasure in presenting Balieff's Chauve-Souris new international revue: direct from the Apollo Theatre, Paris, and New York: twenty-first year, fifth trip to America, sixth season in America, seventh wholly new program in America, Chauve-Souris new international revue»[22]
15. ↑  жена (1922—1934) Роберта Шервуда
16. ↑  «Parade of the Wooden Soldiers» представлялся и в 1943 году (кем?)[30]
17. ↑  Брак Ф. Ф. Комиссаржевского и Е. А. Комиссаржевской распался ещё в Лондоне, перед рождением сына, потом Елена Аркадьевна стала Балиевой [когда?]
18. ↑  Сайт Imdb называет этот фильм Camille (II)[34]
19. ↑  Examines the life and work of the American artist, from his childhood in Missouri, to the height of his popularity in the 1920s, to his decadent life and early death[41]